# Bouilland
Ne doit pas être confondu avec Bouillaud.
Bouilland est une commune française située dans le département de la Côte-d'Or, en région Bourgogne-Franche-Comté.

## Géographie
Les falaises qui dominent Bouilland renferment une flore subalpine.

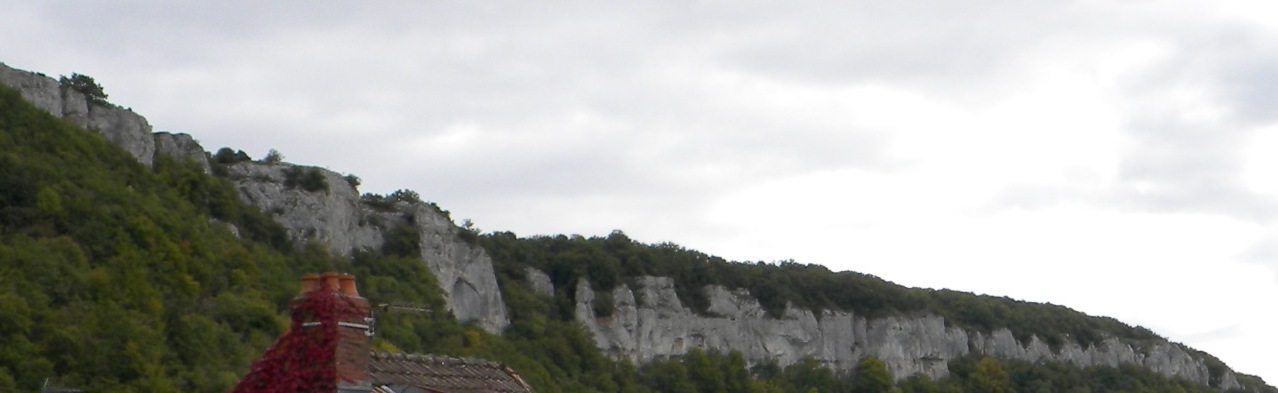
Falaises de Bouilland.

Depuis les années 1930, la commune est qualifiée de « petite Suisse bourguignonne ».

### Climat
Pour des articles plus généraux, voir Climat de la Bourgogne-Franche-Comté et Climat de la Côte-d'Or.
En 2010, le climat de la commune est de type climat des marges montargnardes, selon une étude du Centre national de la recherche scientifique s'appuyant sur une série de données couvrant la période 1971-2000. En 2020, Météo-France publie une typologie des climats de la France métropolitaine dans laquelle la commune est exposée à un climat océanique altéré et est dans la région climatique  Bourgogne, vallée de la Saône, caractérisée par un bon ensoleillement (1 900 h/an), un été chaud (18,5 °C), un air sec au printemps et en été et des vents faibles. 
Pour la période 1971-2000, la température annuelle moyenne est de 9,6 °C, avec une amplitude thermique annuelle de 16,4 °C. Le cumul annuel moyen de précipitations est de 963 mm, avec 13,7 jours de précipitations en janvier et 8,1 jours en juillet. Pour la période 1991-2020, la température moyenne annuelle observée sur la station météorologique de Météo-France la plus proche, « Bessey », sur la commune de Bessey-en-Chaume à 6 km à vol d'oiseau, est de 10,2 °C et le cumul annuel moyen de précipitations est de 831,9 mm,. Pour l'avenir, les paramètres climatiques de la commune estimés pour 2050 selon différents scénarios d'émission de gaz à effet de serre sont consultables sur un site dédié publié par Météo-France en novembre 2022.

## Urbanisme

### Typologie
Au 1er janvier 2024, Bouilland est catégorisée commune rurale à habitat dispersé, selon la nouvelle grille communale de densité à 7 niveaux définie par l'Insee en 2022.
Elle est située hors unité urbaine. Par ailleurs la commune fait partie de l'aire d'attraction de Beaune, dont elle est une commune de la couronne,. Cette aire, qui regroupe 64 communes, est catégorisée dans les aires de 50 000 à moins de 200 000 habitants,.

### Occupation des sols
L'occupation des sols de la commune, telle qu'elle ressort de la base de données européenne d’occupation biophysique des sols Corine Land Cover (CLC), est marquée par l'importance des forêts et milieux semi-naturels (70,1 % en 2018), en augmentation par rapport à 1990 (68,3 %). La répartition détaillée en 2018 est la suivante : forêts (70,1 %), terres arables (12,8 %), prairies (11,6 %), zones agricoles hétérogènes (5,4 %). L'évolution de l’occupation des sols de la commune et de ses infrastructures peut être observée sur les différentes représentations cartographiques du territoire : la carte de Cassini (XVIIIe siècle), la carte d'état-major (1820-1866) et les cartes ou photos aériennes de l'IGN pour la période actuelle (1950 à aujourd'hui).

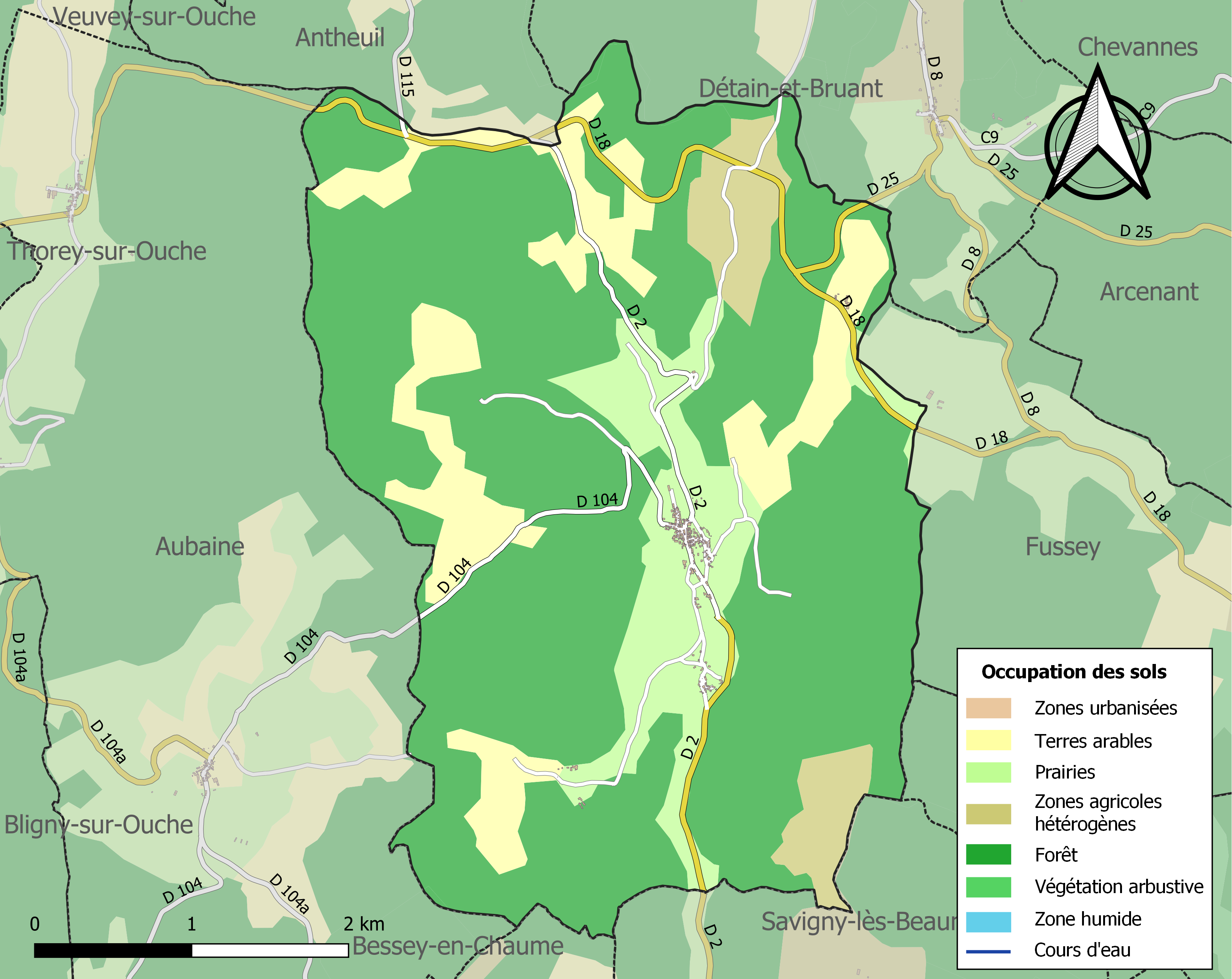
Carte des infrastructures et de l'occupation des sols de la commune en 2018 (CLC).

## Histoire

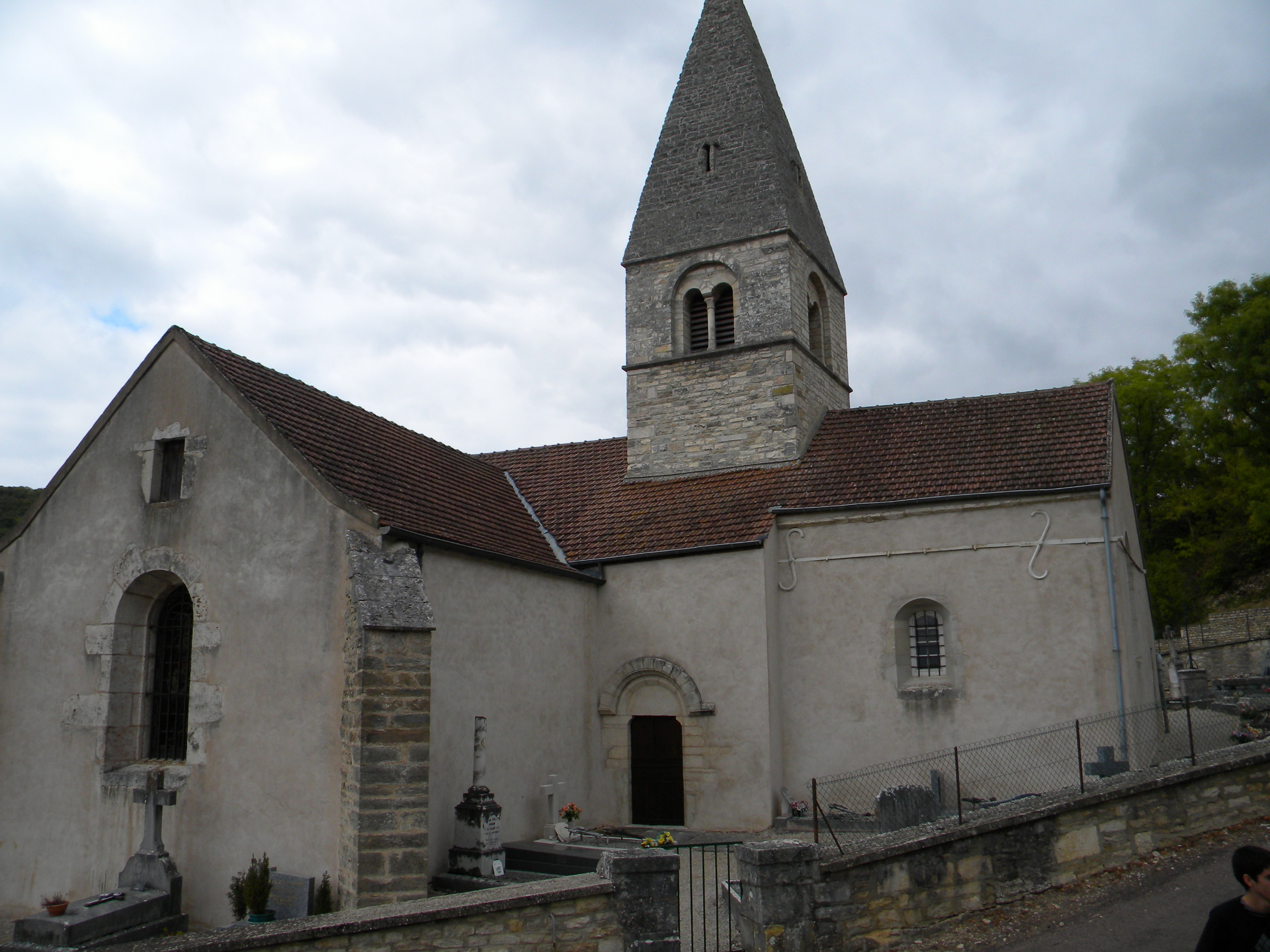
Église Saint-Martin.

L'abbaye Sainte-Marguerite de Bouilland a été établie vers 1100 par les Antonins. Cet ordre religieux luttait contre le feu de Saint-Antoine. Les religieux choisirent le patronage de sainte Marguerite, parce que leur bienfaiteur, le seigneur de Vergy avait rapporté des croisades des reliques de cette sainte.
La partie la plus ancienne de l'église paroissiale est le clocher qui remonte au XIIe siècle. La flèche en tuf date du XVe siècle.
La localité puise son nom dans le Rhoin, la bouillonnante rivière peuplée de truites qui la traverse[réf. à confirmer].

## Politique et administration
| Période                                  | Période  | Identité       | Étiquette | Qualité |
| ---------------------------------------- | -------- | -------------- | --------- | ------- |
| vers 1970                                |          | Albert Toulot  |           |         |
| mars 1995                                | 2006     | Pierre Marquet |           |         |
| 2006                                     | en cours | Jean-Noël Mory |           |         |
| Les données manquantes sont à compléter. |          |                |           |         |

## Démographie
L'évolution du nombre d'habitants est connue à travers les recensements de la population effectués dans la commune depuis 1793. Pour les communes de moins de 10 000 habitants, une enquête de recensement portant sur toute la population est réalisée tous les cinq ans, les populations de référence des années intermédiaires étant quant à elles estimées par interpolation ou extrapolation. Pour la commune, le premier recensement exhaustif entrant dans le cadre du nouveau dispositif a été réalisé en 2005.

En 2022, la commune comptait 242 habitants, en évolution de +15,24 % par rapport à 2016 (Côte-d'Or : +0,82 %, France hors Mayotte : +2,11 %).
| 1793 | 1800 | 1806 | 1821 | 1831 | 1836 | 1841 | 1846 | 1851 |
| ---- | ---- | ---- | ---- | ---- | ---- | ---- | ---- | ---- |
| 555  | 524  | 584  | 607  | 624  | 676  | 671  | 622  | 554  |

| 1856 | 1861 | 1866 | 1872 | 1876 | 1881 | 1886 | 1891 | 1896 |
| ---- | ---- | ---- | ---- | ---- | ---- | ---- | ---- | ---- |
| 544  | 534  | 523  | 512  | 517  | 495  | 491  | 431  | 422  |

| 1901 | 1906 | 1911 | 1921 | 1926 | 1931 | 1936 | 1946 | 1954 |
| ---- | ---- | ---- | ---- | ---- | ---- | ---- | ---- | ---- |
| 401  | 383  | 360  | 273  | 267  | 235  | 258  | 219  | 212  |

| 1962 | 1968 | 1975 | 1982 | 1990 | 1999 | 2005 | 2006 | 2010 |
| ---- | ---- | ---- | ---- | ---- | ---- | ---- | ---- | ---- |
| 163  | 165  | 134  | 136  | 145  | 168  | 188  | 189  | 189  |

| 2015 | 2020 | 2022 | - | - | - | - | - | - |
| ---- | ---- | ---- | - | - | - | - | - | - |
| 209  | 228  | 242  | - | - | - | - | - | - |

## Culture locale et patrimoine

### Lieux et monuments
- Abbaye Sainte-Marguerite de Bouilland.

### Personnalités liées à la commune
- Bernard Russo, photographe[17].

### Héraldique
| Blason de Bouilland | Blason  | Coupé ondé : au 1er de sinople au lion issant d'or armé et lampassé de gueules accompagné de trois étoiles d'or rangées en chef, au 2e parti au I de sinople à la montagne de trois pics cousue de sable et ombrée du champ, au II de gueules à la crosse contournée d'or mouvant de la pointe, à la burelle ondée d'azur brochant sur la partition. |
| Blason de Bouilland | Détails | Le statut officiel du blason reste à déterminer. |